# Горайские
Горайские (польск. Gorajski) — дворянские роды польского происхождения.
Первый из них, герба Корчак, происходит от Ивана из Горая (пол. Iwonia z Goraja‎). Его сыном был Пётр (пол. Piotr z Klecia‎). Из сыновей последнего Димитр из Горая был подскарбием польским коронным и маршалком великим коронным, содействовал заключению брака Ядвиги с Ягайлом.
Род Горайских происходил от другого сына Петра, Ивана (пол. Iwan z Klecia‎). Владислав Опольский, правитель Червонной Руси при Людовике Венгерском, пожаловал сыну Ивана, рыцарю Прокопию Горайскому Щебржешинский повет в вассальное владение. Это пожалование узаконил Ягайло привилеем 1388 г.
Потомком Ивана в 6-м поколении был Пётр Горайский (пол. Piotr Gorajski‎) — генерал и начальник польской артиллерии (1633 год). Их потомство внесено в родословные книги дворян Царства Польского.
Другой род этой фамилии, герба Орля, происходит от Войцеха из Горая, жившего в 1382 году. Он был внесён Герольдией в VI часть родословной книги Волынской губернии.